# STS-81
La STS-81 è una missione spaziale del Programma Space Shuttle.
La missione durò poco più di 10 giorni e ebbe come obiettivo l'aggancio con la stazione spaziale Mir.

## Equipaggio
- Michael Baker (4), Comandante di missione
- Brent Jett (2), Pilota
- John Grunsfeld (2), Specialista di missione
- Marsha Ivins (4), Specialista di missione
- Peter Wisoff (3), Specialista di missione

### Partito e rimasto sulla Mir
- Jerry Linenger (2), Specialista di missione

### Rientrato dalla Mir
- John Blaha (5)

## Parametri della missione
- Massa: 2,250 kg
- Perigeo: 380 km
- Apogeo: 392 km
- Inclinazione: 51.6°
- Periodo: 92,2 minuti

### 5ª missione di attracco alla Mir
- Aggancio: 15 gennaio 1997, 03:54:49 UTC
- Stacco: 20 gennaio 1997, 02:15:44 UTC
- Durata attracco: 4 giorni, 22 ore, 20 minuti, 55 secondi